# William FitzWilliam (4. hrabia FitzWilliam)
William FitzWilliam, 4. i 2. hrabia FitzWilliam (ur. 30 maja 1748, zm. 8 lutego 1833) – brytyjski arystokrata i polityk związany ze stronnictwem wigów.
Był najstarszym synem Williama FitzWilliama, 3. hrabiego FitzWilliam, i lady Anne Watson-Wentworth, córki 1. markiza Rockingham. Od urodzenia nosił tytuł grzecznościowy „wicehrabiego Milton”. Po śmierci ojca w 1756 r. odziedziczył tytuł 4. hrabiego FitzWilliam i zasiadł w Izbie Lordów. Kształcił się w Eton College, gdzie zaprzyjaźnił się z Charlesem Jamesem Foksem i lordem Morpethem. Lord FitzWilliam był siostrzeńcem dwukrotnego premiera Wielkiej Brytanii lorda Rockinghama. Po śmierci wuja w 1782 r. odziedziczył jego posiadłości, co uczyniło go jednym z największych posiadaczy ziemskich w kraju.
Podobnie jak wuj, lord FitzWilliam związał się z opozycyjnym stronnictwem wigów. W koalicyjnym rządzie Foksa-Northa w 1783 r. odpowiadał za sprawy Indii Brytyjskich. Po upadku gabinetu związanego z odrzuceniem przez parlament ustawy o Indiach, lord FitzWilliam przeszedł do opozycji. Na początku lat 90. niepokoiły go wydarzenia rewolucji francuskiej, i wzorem innych konserwatywnych wigów z księciem Portland na czele, opuścił partię i poparł gabinet Williama Pitta Młodszego.
Mimo początkowego sprzeciwu w lipcu 1794 r. objął stanowisko Lorda Przewodniczącego Rady. Jednak jeszcze w tym samym roku został Lordem Namiestnikiem Irlandii. Na Szmaragdowej Wyspie pojawił się w styczniu 1795 r. i od razu wywołał kontrowersje w Londynie, kiedy zdymisjonował większość administracji i poparł starania Henry’ego Grattana o równouprawnienie katolików. Już w marcu został odwołany ze stanowiska. Obciążając winą za swoją dymisję Portlanda, FitzWilliam powrócił w szeregi wigowskiej opozycji.
Pogodzony z Foksem FitzWilliam został w 1806 r. Lordem Przewodniczącym Rady w Gabinecie Wszystkich Talentów. W latach 1806–1807 zasiadał w gabinecie jako minister bez teki. W kolejnych latach stał na czele wigowskiej opozycji w Izbie Lordów, ale z biegiem czasu coraz rzadziej udzielał się w życiu publicznym. Nie otrzymał żadnego stanowiska po powrocie wigów do władzy w 1830 r. Zmarł w 1833 r.
Był żonaty z lady Charlotte Ponsonby (ok. 1750 – 13 maja 1822), córką Williama Ponsonby’ego, 2. hrabiego Bessborough, i lady Caroline Cavendish, córki 3. księcia Devonshire. Ślub odbył się 11 lipca 1770 r. Małżonkowie mieli razem jednego syna, Charlesa, 5. hrabiego FitzWilliam.